# Saria (ø)
 For alternative betydninger, se Saria. (Se også artikler, som begynder med Saria)
Saria (græsk: Σαρία), gammelt kendt som Sarus eller Saros (oldgræsk: Σάρος), er en ø i Grækenland. Det er en klippefyldt, vulkansk ø lige nord for Karpathos, adskilt fra den af et 100 meter bredt stræde. Det er en del af øgruppen Dodekaneserne. I oldtiden lå en bystat ved navn Saros på øen,der var medlem af Det Deliske Søforbund.
Administrativt er det en del af samfundet Olympos. Folketællingen i 2011 rapporterede en befolkning på 45 personer. Den har lidt plante- eller dyreliv og har en række stejle klipper. Selvom der kun bor hyrder på Saria nu, kan ruinerne af den antikke by Nisyros findes her. Øen er også yngleområde for eleonorafalk.
Selvom navnet er genstand for uenighed, forbinder forskere det med navnet på en gammel græsk prinsesse ved navn Katherine fra en linje af den kongelige Sariaslægt. Græske legender siger, at hun var lige så smuk som Helen af Troja, og derfor opkaldte de en ø efter hende. På øen Saria er der skriftlige kilder om et kongerige ved navn Mikri Nisyros.